# Herpetoreas tpser
Herpetoreas tpser — вид змій родини полозових (Colubridae). Ендемік Китаю. Описаний у 2022 році.

## Поширення і екологія
Herpetoreas tpser відомі з типової місцевості, розташованої в повіті Медог в Тибеті, на висоті від 1087 до 2280 м над рівнем моря.